# Mer intérieure
Ne doit pas être confondu avec Mer fermée ou Mer intérieure de Seto.

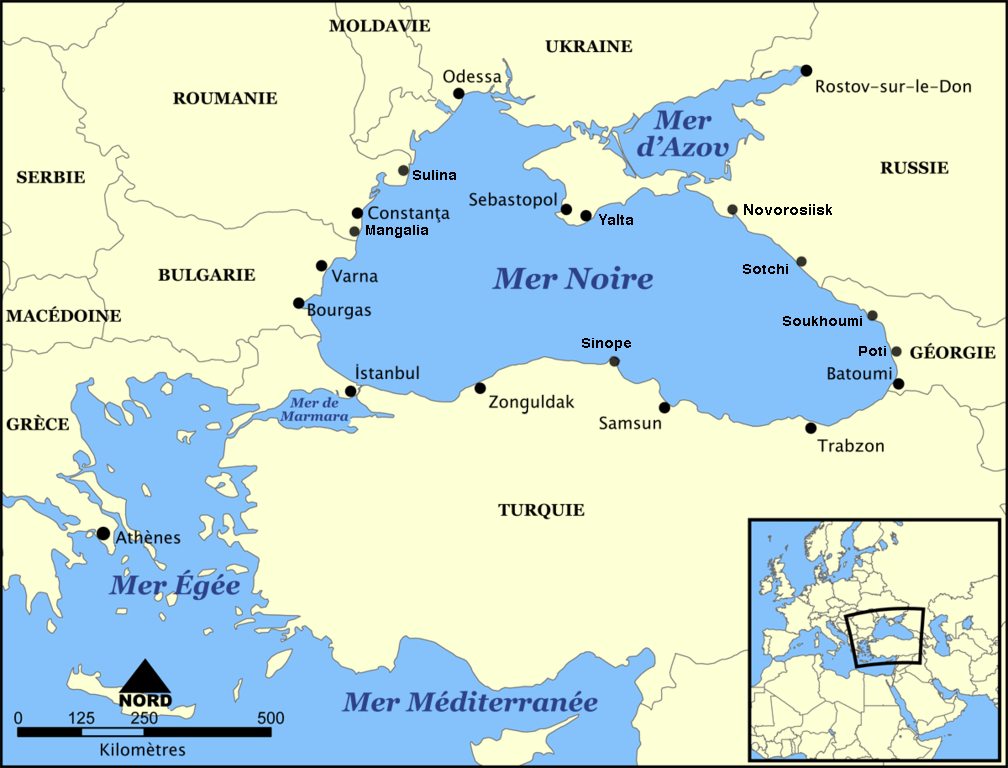
La mer Noire est une mer intérieure.

Une mer intérieure est une mer très enclavée, à l'intérieur des terres, et ne communiquant avec aucun océan directement.

## Exemples
- la mer Baltique communique avec la mer du Nord[2] ;
- la mer Adriatique et la mer Noire[3] communiquent avec la Méditerranée.

Sous l'Empire romain, la Méditerranée était occasionnellement nommée mer intérieure (Mare internum), même si cette dernière communique avec l'océan Atlantique par le détroit de Gibraltar large de 14 km.

## Droit maritime
Dans le droit de la mer, le terme de mers intérieures désigne parfois les eaux intérieures qui sont en deçà de la ligne de base.